# Diocesi di Corniculana
La diocesi di Corniculana (in latino Dioecesis Corniculanensis) è una sede soppressa e sede titolare della Chiesa cattolica.

## Storia
Corniculana, nell'odierna Algeria, è un'antica sede episcopale della provincia romana della Mauritania Cesariense.
Unico vescovo conosciuto di questa diocesi africana è Siro, il cui nome appare al 4º posto nella lista dei vescovi della Mauritania Cesariense convocati a Cartagine dal re vandalo Unerico nel 484; Siro, come tutti gli altri vescovi cattolici africani, fu condannato all'esilio.
Dal 1933 Corniculana è annoverata tra le sedi vescovili titolari della Chiesa cattolica; dal 5 giugno 2015 il vescovo titolare è Óscar Augusto Múnera Ochoa, già vicario apostolico di Tierradentro.

## Cronotassi

### Vescovi residenti
- Siro † (menzionato nel 484)

### Vescovi titolari
- Bala Shoury Thumma † (22 giugno 1967 - 16 marzo 1970 succeduto vescovo di Nellore)
- Tarcisius Resto Phanrang, S.D.B. † (11 giugno 1990 - 2 agosto 1995 nominato arcivescovo di Shillong)
- Hyginus Kim Hee-jong (9 luglio 2003 - 10 luglio 2009 nominato arcivescovo coadiutore di Gwangju)
- Jean de Dieu Raoelison (25 marzo 2010 - 11 aprile 2015 nominato vescovo di Ambatondrazaka)
- Óscar Augusto Múnera Ochoa, dal 5 giugno 2015